# Ogród zoologiczny w Nowej Wsi Spiskiej
Ogród zoologiczny w Nowej Wsi Spiskiej – najmniejsze a zarazem najmłodsze zoo na Słowacji. Zajmuje ono powierzchnię 8,5 hektara i znajduje się w nim ok. 300 osobników z 90 gatunków zwierząt (stan na 2012 r.).
Zoo znajduje się w południowo-wschodniej części Nowej Wsi Spiskiej przy ulicy Sadovej, w pobliżu osiedla Tarča. Przez obszar zoo przepływa potok Holubnica. Ze Nowej Wsi Spiskiej  można dojechać do zoo autobusem linią miejską MHD nr 2.
Zoo zostało założone w maju 1989, a w październiku tego samego roku otrzymało od Ministerstwa Kultury Republiki Słowackiej zgodę na hodowlę chronionych gatunków zwierząt. Od 1 stycznia 2000 zoo stało się organizacją wspieraną z budżetu miejskiego. 23 lipca 2008 podczas powodzi wezbrane wody Holubnicy zatopiły zoo.